# 의왕시고천시외버스정류장
의왕시고천시외버스정류장은 경기도 의왕시 고천동 경수대로변에 위치한 대한민국의 시외버스 정류장이다.
근처에 의왕시청이 있어 의왕시청시외버스정류장이라고 하기도 하고 의왕시의 유일한 시외버스정류장이기 때문에 의왕시외버스정류장이라고 하기도 하며, 고천동에 위치한 시외버스정류장이므로 고천시외버스정류장이라고 하기도 한다. 승차권에는 고천으로 표기되어 있고, 정류장에는 의왕시고천시외버스정류장으로 쓰여 있다.

## 운행 노선
이 곳으로 운행하는 시외버스 노선은 대부분 부천이나 안양에서 출발하는 노선이 경유하는 방식으로 운행한다. 근처 안양시의 시외버스정류장에서는 인천 출발 노선이 경유하는데 반해 이 곳에는 인천 출발 시외버스 노선이 경유하지 않는다. 안양 출발 후 약 15분 후에 이 정류소에 정차한다. 아래 노선표에서 시간표는 정류소에 도착하는 대략적인 시각이다.
| 운행 노선           | 운행업체                     | 운행구간 | 운행구간 | 운행구간     | 경유지                                                   | 배차    | 시간표 |
| ------------------- | ---------------------------- | -------- | -------- | ------------ | -------------------------------------------------------- | ------- | --- |
| 의왕→김포공항 A4300 | 용남공항리무진               | 의왕     | ↔        | 김포공항     | 호계사거리, 범계, 관악역                                 | 15~30분 | |
| 의왕→수원 R8450     | 용남고속                     | 의왕     | ↔        | 수원         | 경기도인재개발원, 한일타운, 장안문, 병무청, 수원역       | 50~60분 | |
| 의왕→고양 R8450     | 용남고속                     | 의왕     | ↔        | 고양화정     | 호계사거리, 비산동, 관악역                               | 50~60분 | |
| 의왕→부천           |                              | 의왕     | ↔        | 부천         | 호계동, 비산동, 안양                                     |         | |
| 의왕→진천           | 경일여객                     | 의왕     | ↔        | 진천         | 좌전, 백암, 죽산, 두원대, 광혜원, 이월                   | 5회     | 07:25, 08:35, 12:25, 16:25, 19:35                                                                                             |
| 의왕→안성 R8458     | 대원고속                     | 의왕     | ↔        | 동아방송대   | 공도, 대림동산, 중앙대(안성), 안성                       | 8회     | 07:30, 08:15, 10:35, 12:35, 14:35, 16:25, 18:30, 19:55                                                                        |
| 의왕→이천 R8440     | 대원고속                     | 의왕     | ↔        | 이천         | 덕평                                                     | 12회    | 07:40, 09:20, 10:10, 11:10, 12:00, 13:10, 13:55, 15:45, 16:35, 17:45, 19:00, 20:20                                            |
| 의왕→충주           | 대원고속                     | 의왕     | ↔        | 건국대(충주) | 충주                                                     | 2회     | 12:25, 16:45 |
| 의왕→충주           | 대원고속                     | 의왕     | ↔        | 충주         | 현대전자, 태평리, 이황리, 장호원, 감곡, 생극, 용원, 주덕 | 1회     | 19:15 |
| 의왕→상주           | 대원고속                     | 의왕     | ↔        | 상주         | 충주, 건국대(충주), 문경, 점촌                           | 7회     | 07:35, 08:30, 10:15, 11:35, 13:45, 15:05, 18:15                                                                               |
| 의왕→원주           |                              | 의왕     | ↔        | 원주         | 문막                                                     | 11회    | 07:30, 08:40, 10:00, 11:20, 12:40, 13:50, 15:20, 16:40, 17:50, 19:20, 20:50                                                   |
| 의왕→청주           | 금남고속 대원고속 새서울고속 | 의왕     | ↔        | 청주         |                                                          | 16회    | 07:15, 07:45, 08:45, 10:15, 11:05, 11:55, 12:45, 13:35, 14:25, 14:45, 15:15, 16:05, 16:55, 17:45, 18:35, 19:25(금토일), 20:15 |
| 의왕→광주           | 전북고속                     | 의왕     | ↔        | 광주         | 동운동                                                   | 11회    | 07:20, 08:40, 09:50, 11:00, 12:20, 13:30, 14:30, 15:50, 17:00, 18:20, 19:40                                                   |
| 의왕→대전           | 중부고속 금남고속 한양고속   | 의왕     | ↔        | 대전         |                                                          | 11회    | 08:35, 09:35, 10:45, 11:35, 12:35, 13:35, 15:45, 16:35, 17:35, 19:35, 20:45                                                   |